# Voelkanny
Voelkanny (Russisch: Вулканный) is een plaats (nederzetting met stedelijk karakter) in het gemeentelijke district Jelizovski van de Russische kraj Kamtsjatka. De plaats ligt op 42 kilometer ten noordwesten van het krajcentrum Petropavlovsk-Kamtsjatski, ten zuiden van het districtscentrum Jelizovo, aan de westzijde van de rivier de Avatsja. Door de plaats loopt de autoweg Jelizovo - Viljoetsjinsk. In de plaats wonen ongeveer 1640 mensen (2007). Lange tijd was het een gesloten militaire plaats met een tijdlang de status van gesloten plaats.

## Geschiedenis
De plaats werd opgericht in 1955 met de naam Mirny als de thuisbasis van het 6e niet-geïntegreerde meetcomplexbestuur (6e OKIK) van de Russische Ruimtestrijdkrachten. Het complex was aldus geheim en op 10 maart 1969 werd de plaats door het regionale uitvoerend comité van oblast Kamtsjatka hernoemd tot de postcodenaam Petropavlovsk-Kamtsjatski-35. In 1990 werd Kamtsjatka, dat tot dan toe gesloten was voor buitenlanders, opengesteld voor toeristen. In 1992 werd de plaats daarop in de categorie van de gesloten plaatsen geplaatst. Op 4 januari 1994 kreeg de plaats weer een echter naam; Voelkanny. Op 1 januari 1999 werd door oekaze nr. 59 Voelkanny uit de categorie van gesloten plaatsen gehaald.

## Recente ontwikkelingen
De plaats telt momenteel nog ongeveer 1600 inwoners, met name soldaten en hun gezinnen. De militaire eenheid nr. 14086 is in de plaats gestationeerd, terwijl de militaire eenheid nr. 42120, die er eerder ook was gelegerd, is opgeheven. In het dorp bevinden zich 19 flatblokken met ongeveer 600 appartementen, 2 boilers, een middelbare school, een kunstschool voor kinderen, een medische post, bibliotheek, café en een postkantoor. Het bestuur van de plaats had in 2002 te maken met betalingsproblemen met betrekking tot de levering van energie, waardoor de stroom naar de militaire installaties in de plaats in januari van dat jaar werd afgesloten wegens wanbetaling. In 2006 werd gewerkt aan het aansluiten van Voelkanny op een geothermische centrale nabij de vulkaan Moetnovski.
Ten noordoosten van de plaats bevinden zich de commandogebouwen, kazernes en iets noordelijker een aantal lanceerinrichtingen voor S-300P-luchtdoelraketten.
Bestuurlijk centrum: Jelizovo

Bereznjaki · Dalni · Dvoeretsje · Ganaly · Joezjnye Korjaki · Ketkino · Korjaki · Krasny · Kroetoberegovy · Lesnoj · Malka · Nagorny · Natsjiki · Nikolajevka · Novy · Paratoenka · Pinatsjevo · Pionerski · Razdolny · Severnye Korjaki · Sokotsj · Sosnovka · Svetly · Termalny · Voelkanny · Zeleny